# Années 140 av. J.-C.
Les années 140 av. J.-C. couvrent les années de 149 av. J.-C. à 140 av. J.-C.

## Événements

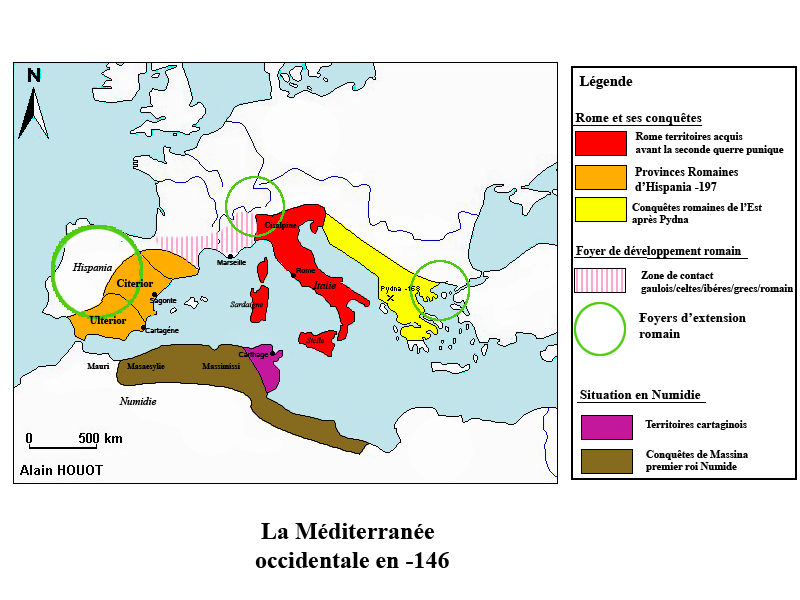
La Méditerranée en 146 av. J.-C.

- 153-133 av. J.-C. : guerre de Numance[1].
- Vers 150/120-80 av. J.-C. : fortification de l'oppidum de Manching qui est à son apogée[2].
- Vers 150-138 av. J.-C. : synagogue de Délos dans les Cyclades, la plus ancienne attestée de la diaspora juive[3].

- 149-146 av. J.-C. : troisième guerre punique[4].
- 148 av. J.-C. : la Macédoine devient province romaine[4].
- 147-139 av. J.-C. : Viriathe mène la révolte des Lusitaniens[5].
- 146 av. J.-C. :
  - destruction de Carthage et de Corinthe par les Romains[4].
  - les Romains participent désormais aux Jeux olympiques[6].
- 143-133 av. J.-C. : seconde guerre de Numance[4].
- 142 av. J.-C. : indépendance de la Judée sous les Hasmonéens[4].
- 141 av. J.-C. : prise de Séleucie du Tigre par les Parthes[7].

## Personnages significatifs
- Alexandre Ier Balas
- Antiochos VI
- Cléopâtre II
- Démétrios II Nicator
- Diodote Tryphon
- Jonathan Maccabée
- Ménandre Ier
- Mithridate Ier de Parthie
- Mummius
- Ptolémée VII
- Scipion Émilien
- Simon Maccabée
- Viriatus
- Han Wudi